# Różowa swastyka
Różowa swastyka. Homoseksualizm w partii nazistowskiej (ang. The Pink Swastika: Homosexuality in the Nazi Party) – książka autorstwa Scotta Lively'ego i Kevina Abramsa z 1995, postulująca tezę wpływu osób homoseksualnych i ruchów ideowych przewodzonych przez nie, na rodzący się nazizm w Niemczech lat 30. XX wieku. Wartość merytoryczna pracy została podważona przez niektóre organizacje m.in. ze względu na zaangażowanie Lively'ego w działania ruchu ewangelizacyjnego Watchmen on the Walls, który jest krytykowany przez Southern Poverty Law Center jako polityczny ruch homofobiczny od lat 90. XX wieku.
Autorzy w swojej publikacji sugerują rzekome homoerotyczne i okultystyczne podstawy reżimu nazistowskiego. We wstępie postulują, że wyniesiony do poziomu popularnej ideologii homoseksualizm w połączeniu z okultyzmem nie tylko zrodził nazistowski imperializm, ale też doprowadził do Holocaustu i był obecny wśród elity hitlerowskich Niemiec. 

## Kontrowersje i odbiór
Książka polemizuje m.in. z publikacją Richarda Planta pod tytułem The Pink Triangle: The Nazi War against Homosexuals. Plant w swojej pracy sugeruje, że homofobia reżimu III Rzeszy była przyczyną, dla której osoby LGBT padały ofiarą prześladowań. Autorzy Różowej swastyki uważają natomiast, że tezy wytoczone w The Pink Triangle to „nieuprawniona i niepoparta dowodami” próba zrównania cierpień narodu żydowskiego z prześladowaniem osób homoseksualnych, a tekst stanowi odmianę negacjonizmu Holocaustu. Krytycy książki Lively'ego i Abramsa polemizują z prawdziwością sugerowanych tez i ich charakterem merytorycznym, wskazując na możliwe cele polityczne autorów (w szczególności Lively'ego) ze względu na ich zaangażowanie w ruchy mające zdaniem Southern Poverty Law Center charakter homofobiczny (wspomniany ruch ewangelizacyjny Watchmen on the Walls i organizacja Oregon Citizens Alliance). 
Autorzy uważają za paradoks to, że homoseksualiści padali ofiarą hitlerowców, ale jednocześnie mogli być ideologami, którzy stworzyli podwaliny nazizmu. W rzeczywistości wiadomo natomiast, że homoseksualizm był w III Rzeszy przestępstwem, a w 1935 roku zaostrzono odziedziczone z prawa pruskiego przepisy kodeksu karnego, zezwalając na łatwiejsze karanie osób podejrzanych o „nieodpowiednie” stosunki z osobą tej samej płci. W tym celu poszerzono brzmienie kodeksu o paragraf 175a, pozwalający stwierdzać homoseksualizm na podstawie „kuszącego charakteru spojrzenia”. 
Autorzy, imputując homoseksualizm m.in. postaciom Karla Heinricha Ulrichsa, Magnusa Hirschfelda, Baldura von Schiracha, Gerharda Roßbacha, Ernsta Röhma i Adolfa Hitlera, stawiają przy tym znak równości między homoseksualizmem a pedofilią i efebofilią. Stanowisko to jest kontrowersyjne, gdyż stoi w sprzeczności ze współczesną medycyną.
Jedyny ze wspomnianych mężczyzn, którego homoseksualizm był znany w latach 30. XX wieku i jest potwierdzony źródłowo, to szef SA Ernst Röhm. Został on zamordowany w czasie czystek partyjnych w Nocy długich noży w 1934 roku.
Erik N. Jensen zauważa, że wiązanie ze sobą homoseksualizmu i nazizmu jest powtórzeniem tzw. „zgubnego mitu”, zapoczątkowanego w latach 30. w Republice Weimarskiej atakami niemieckich socjalistów i komunistów na nazizm, a współcześnie odrzucanego przez „poważne pisarstwo naukowe”. Jensen dostrzega w książce próbę negacji praw gejów. Dorthe Seifert przytacza ją jako odpowiedź na rosnącą świadomość nazistowskich prześladowań homoseksualistów. Christine L. Mueller twierdzi, że podania historyczne nie popierają twierdzeń Abramsa. Bob Moser wskazuje, że książka była promowana przez grupy antygejowskie. Istnieje szeroki konsensus historyków, że założenia Różowej swastyki są „całkowicie fałszywe”.
W pracach wydanych po Różowej swastyce pojawiały się spostrzeżenia problematyzujące kwestię związku homoseksualistów z nazizmem. Jensen podkreśla, że w latach 1933–1945 naziści aresztowali około 100 tysięcy mężczyzn podejrzanych o homoseksualizm, z których od 5 do 15 tysięcy trafiło do obozów koncentracyjnych. Jensen również zauważa, że część gejów była poddawana kastracji bądź wstrzykiwaniu hormonów, torturowana bądź zabijana.
Geoffrey J. Giles podkreśla, iż w 1941 roku Adolf Hitler wydał edykt o karze śmierci dla członków SS tudzież policjantów odpowiedzialnych za czyny homoseksualne. Arlene Stein podkreśla, iż wprawdzie „przywódcy nazistowscy podżegali do homoerotyzmu poprzez sport, kulturę fizyczną, [....] i estetyzację męskiego aktu, a następnie brutalnie go stłumili, przekierowując na różne formy militaryzmu, brutalności i ideologicznych fiksacji na potężnych przywódców. Nie dowodzi to jednak, że w ruchu faszystowskim istniała nieproporcjonalnie duża liczba homoseksualistów”.